# Supercoppa italiana 2007 (pallavolo femminile)
La Supercoppa italiana di pallavolo femminile 2007 si è svolta il 4 ottobre 2007: al torneo hanno partecipato due squadre di club italiane e la vittoria finale è andata per la prima volta alla Pallavolo Sirio Perugia.

## Regolamento
Le squadre hanno disputato una gara unica.

## Squadre partecipanti
| Squadra            | Qualificazione                                   | Ultima partecipazione    |
| ------------------ | ------------------------------------------------ | ------------------------ |
| Giannino Pieralisi | Finalista play-off scudetto Serie A1 2006-07     | Supercoppa italiana 2004 |
| Sirio Perugia      | Vincitrice Serie A1 2006-07/Coppa Italia 2006-07 | Supercoppa italiana 2006 |

## Torneo
| 4 ottobre 2007 PalaLido, Milano Durata: 1h:06 - Spettatori: ? | Sirio Perugia | 3 - 0 | Giannino Pieralisi | 25-21, 25-21, 25-14 |